# یواس‌اس بلاتریکس (ای‌اف-۶۲)
یواس‌اس بلاتریکس (ای‌اف-۶۲) (به انگلیسی: USS Bellatrix (AF-62)) یک کشتی بود که طول آن ۴۶۰ فوت (۱۴۰ متر) بود. این کشتی در سال ۱۹۴۴ ساخته شد.